# Phytocoris mirus
Phytocoris mirus är en insektsart som beskrevs av Knight 1928. Phytocoris mirus ingår i släktet Phytocoris och familjen ängsskinnbaggar. Inga underarter finns listade i Catalogue of Life.